# Ozarba marthae
Ozarba marthae là một loài bướm đêm trong họ Noctuidae.